# Макинтайр, Альберт Уиллс
Альбе́рт Уи́ллс Макинта́йр (англ. Albert Wills McIntire; 15 января 1853, Питтсбург — 31 января 1935, Колорадо-Спрингс) — американский политик, 9-й губернатор Колорадо.

## Биография
Альберт Макинтайр учился в институте Невелла, в 1873 году окончил Йельский университет, а два года спустя получил степень бакалавра права в Йельской школе права. В 1876 году Макинтайр переехал в Колорадо, где открыл юридическую практику и занялся успешным скотоводческим бизнесом.
В 1883—1886 годах Макинтайр занимал должность окружного судьи округа Конехос. В 1888 году губернатор Джон Раутт назначил его судьёй 12-го судебного округа. 6 ноября 1894 года Макинтайр был избран губернатором Колорадо. На этих выборах впервые было разрешено голосовать женщинам.
Во время пребывания Макинтайра на посту губернатора была расширена психиатрическая больница штата, создано Горное бюро штата, а также образована комиссия, которая была уполномочена способствовать согласованию законодательств штатов Союза. Макинтайр высказывался за необходимость охраны природных ресурсов штата, санкционировал увеличение расходов на улучшение автомобильных дорог штата, а также призывал законодательно ограничить игорный бизнес и обеспечить равное избирательное право.
В 1896 году губернатор Макинтайр направил в Ледвилл Национальную гвардию штата, чтобы подавить выступления шахтёров шахты Коронадо во время забастовки Федерации шахтеров Запада.
Макинтайр покинул свой пост 12 января 1897 года и вернулся к юридической практике и скотоводческому бизнесу. Губернатор Альберт Макинтайр умер 31 января 1935 года, и был похоронен на кладбище Ла-Хара в округе Конехос.

### Личная жизнь
Макинтайр был женат два раза — на Флоренс Джонсон и Иде Нойз. У него было трое детей.